# Erotik auf der Schulbank
Erotik auf der Schulbank ist ein deutscher Spielfilm in drei Episoden aus dem Jahr 1968. Regie führten Hannes Dahlberg, Roger Fritz und Eckhart Schmidt. Die Hauptrollen wurden mit Helga Anders, Ewa Strömberg und Ortrud Gross besetzt. Das Drehbuch stammt von Hannes Dahlberg. In der Bundesrepublik Deutschland kam der Film zum ersten Mal am 2. August 1968 in die Kinos.

## Handlung
In drei Episoden werden Ereignisse geschildert, die sich in den letzten Jahren, bevor der Film entstanden ist, tatsächlich zugetragen haben:
Erster Fall: Monika (Regie: Hannes Dahlberg)
Ein Junglehrer hat ein Verhältnis mit einer 17-jährigen Schülerin. Als das Mädchen ein Kind von ihm erwartet, droht dem Lehrer nach einschlägigen Urteilen Gefängnis, obwohl er seine Schülerin liebt und heiraten will. Die Mutter des Mädchens fingert noch eine gute Partie für ihre Tochter zurecht; der Junglehrer erstattet Selbstanzeige.
Zweiter Fall: Sybille (Regie: Roger Fritz)
Eine 15-Jährige erfindet aus Renommiersucht ein Verhältnis zu ihrem junggeselligen Direktor, liefert ihren Freundinnen geschickt konstruierte Beweise und bringt ihn schließlich in den Verdacht, sich an ihr vergangen zu haben. Der Mann begeht Selbstmord.
Dritter Fall: Fantasie (Regie: Eckhart Schmidt)
Fall drei berichtet von den Tag- und Nachtträumen eines 13-jährigen Schülers, der sich in seine hübsche Lehrerin verliebt, deren Verlobten als Nebenbuhler betrachtet, ihn mit einem Schuss verletzt und danach nur mühsam in die Wirklichkeit zurückgeholt wird.

## Kritik
Das Lexikon des internationalen Films zieht folgendes Fazit: „Der Film, der (so die Verleih-Reklame) «mutig ein Problem anpackt, von dem man immer wieder hört und liest», kokettiert allenfalls mit diesem Problem, ohne ihm allzu tiefgründige Erkenntnisse abzuringen. Drei Jungregisseure des «Neuen Deutschen Films» versuchen sich in den modischen «Aufklärungs»-Trend der späten 60er Jahre einzufädeln.“ Eine etwas bessere Meinung von dem Streifen hat der Evangelische Film-Beobachter: „An drei nach Tatsachen gedrehten Szenen versucht der Film, Frühreife und Sexualität der Jugend aufzuzeigen, ohne den daraus sich ergebenden Problemen auf den Grund zu gehen. Filmisch unwichtig, ist das Stochern in Problemen ohne rechte Antworten vielleicht noch besser, als sie totzuschweigen. Für Erwachsene als Diskussionsgrundlage möglich.“